# Uvbie
L'uvbie (o effurun, evhro, evrie, uvhria o uvwie) és una llengua edoid que parlen els uvbies, que tenen les seves principals comunitats a les LGAs d'Ethiope, a l'estat del Delta, al sud de Nigèria. Tot i que l'ethnologue afirma que el 2000 hi havia 19.300 evbie-parlants, segons el joshuaproject hi ha 30.500 uvbies.

## Fonologia
El sistema vocal de l'uvbie és molt reduït si tenim en compte el del proto-edoid reconstruït. Té nou vocals en dos conjunts harmònics, /i e a o u/ i /ɪ ɛ a ɔ ʊ/.
El sistema consonàntic també és conservador i és molt similar al de l'urhobo. Les úniques diferències significatives amb aquesta llengua és que no té els fonemes ɸ, ɣ i que distingeix entre l i n, segons si la següent vocal és oral i nasal. /ɾ, ʋ, j, w/ també tenen al·lòfones abans de vocals nasals.
|            | Labial | Alveolar | Palatal | Velar | Labio-velar | glotal |
| ---------- | ------ | -------- | ------- | ----- | ----------- | ------ |
| Nasal      | m      |          | ɲ       |       |             |        |
| Oclusiva   | p b    | t d      | c ɟ     | k ɡ   | k͡p ɡ͡b       |        |
| Fricativa  | f v    | s z      | ʃ dʒ    |       |             | h      |
| Vibrant    |        | r        |         |       |             |        |
| Bategant   |        | ɾ        |         |       |             |        |
| Aproximant | ʋ      | l [n]    | j       |       | w           |        |

## Família lingüística i relació amb altres llengües
L'uvbie és una llengua edoid del sud-oest, que forma part de la família de les llengües Benué-Congo, que són llengües nigerocongoleses. Les altres llengües d'aquest grup lingüístic són l'isoko, l'eruwa, l'urhobo i l'okpe.

## Sociolingüística i ús de la llengua
Els uvbies són els membres del grup ètnic que tenen com a llengua pròpia l'uvbie.
L'uvbie gaudeix d'un ús vigorós (6a), tot i que no està estandarditzada, és utilitzada en la comunicació oral per unes 20.000 persones de totes les edats i la seva situació és sostenible.

## Recursos en línia sobre l'uvbie
En els Open Language Archives hi ha enllaços a llocs d'internet on hi ha recursos sobre l'uvbie. En el glottolog hi ha una llista dels articles que parlen sobre la llengua uvbie.